# Минбулацький сільський округ (Аягозький район)
Минбула́цький сільський округ (каз. Мыңбұлақ ауылдық округі, рос. Мынбулакский сельский округ) — адміністративна одиниця у складі Аягозького району Абайської області Казахстану. Адміністративний центр — село Ай.
Населення — 781 особа (2021; 1393 у 2009, 2044 у 1999, 2344 у 1989).
Станом на 1989 рік існувала Минбулацька сільська рада (села Ай, Актас, Єскене-Булаги, Желдикара, Кенколет) з центром у селі Ай.

## Склад
До складу округу входять такі населені пункти:
| Населений пункт    | Старі назви   | Населення, осіб (1989) | Населення, осіб (1999) | Населення, осіб (2009) | Населення, осіб (2021) |
| ------------------ | ------------- | ---------------------- | ---------------------- | ---------------------- | ---------------------- |
| Ай, село           | -             | 1500                   | 1011                   | 758                    | 526                    |
| Актас, село        | -             | 257                    | 165                    | 89                     | 39                     |
| --Карабай, село    | -             | -                      | -                      | -                      | 1                      |
| Єскенебулаги, село | Єскене-Булаги | 379                    | 156                    | 113                    | 32                     |
| --Шакірті, село    | -             | -                      | -                      | -                      | 1                      |
| Желдикара, село    | -             | 450                    | 341                    | 235                    | 59                     |
| Кенколат, село     | -             | 483                    | 371                    | 198                    | 123                    |